# Москоу (Канзас)
Москоу (англ. Moscow) — місто (англ. city) в США, в окрузі Стівенс штату Канзас. Населення — 272 особи (2020).

## Географія
Москоу розташований за координатами 37°19′31″ пн. ш. 101°12′24″ зх. д. / 37.32528° пн. ш. 101.20667° зх. д. (37.325175, -101.206712).  За даними Бюро перепису населення США в 2010 році місто мало площу 0,45 км², уся площа — суходіл.

## Демографія
Згідно з переписом 2010 року, у місті мешкало 310 осіб у 105 домогосподарствах у складі 85 родин. Густота населення становила 683 особи/км².  Було 119 помешкань (262/км²).
Расовий склад населення:
| - 73,2 % — білих - 3,5 % — корінних американців - 21,3 % — осіб інших рас |

До двох чи більше рас належало 1,9 %. Частка іспаномовних становила 38,7 % від усіх жителів.
За віковим діапазоном населення розподілялося таким чином: 31,0 % — особи молодші 18 років, 57,4 % — особи у віці 18—64 років, 11,6 % — особи у віці 65 років та старші. Медіана віку мешканця становила 32,5 року. На 100 осіб жіночої статі у місті припадало 86,7 чоловіків;  на 100 жінок у віці від 18 років та старших — 94,5 чоловіків також старших 18 років.
Середній дохід на одне домашнє господарство  становив 57 900 доларів США (медіана — 56 563), а середній дохід на одну сім'ю — 61 102 долари (медіана — 62 708). За межею бідності перебувало 8,4 % осіб, у тому числі 11,0 % дітей у віці до 18 років та 0,0 % осіб у віці 65 років та старших.
Цивільне працевлаштоване населення становило 154 особи. Основні галузі зайнятості: сільське господарство, лісництво, риболовля — 40,9 %, освіта, охорона здоров'я та соціальна допомога — 19,5 %, виробництво — 8,4 %, науковці, спеціалісти, менеджери — 7,1 %.